# شپش و راه های مقابله با آن
شپش (به انگلیسی: Pediculosis) نوعی آلودگی انگلی پوست و مو است که توسط گونه‌های مختلف شپش ایجاد می‌شود. شایع‌ترین نوع، شپش سر (Pediculus humanus capitis) است که عمدتاً کودکان را مبتلا می‌کند. شپش‌ها حشرات کوچک و بدون بالی هستند که از خون انسان تغذیه می‌کنند.

## گونه‌ها
سه نوع اصلی شپش انسان وجود دارد:
- شپش سر (Pediculus humanus capitis): در پوست سر و موها زندگی می‌کند.
- شپش بدن (Pediculus humanus corporis): در لباس‌ها و نزدیک پوست بدن یافت می‌شود.
- شپش عانه یا شپش ناحیه تناسلی (Pthirus pubis): بیشتر در ناحیه تناسلی و موی زبر بدن یافت می‌شود.[۲]

## راه‌های ابتلا
انتقال شپش معمولاً از طریق تماس نزدیک فرد به فرد یا استفاده مشترک از وسایل شخصی مانند شانه، برس، کلاه، روسری یا بالش صورت می‌گیرد.  شپش توانایی پرش یا پرواز ندارد و تنها با خزیدن منتقل می‌شود.

## علائم
- خارش شدید پوست سر یا بدن
- وجود دانه‌های قرمز یا زخم ناشی از خاراندن
- مشاهده شپش بالغ یا تخم آن‌ها (رشک) روی ساقه مو
- تحریک‌پذیری یا اختلال خواب در کودکان به دلیل خارش مداوم[۴]

## عوارض
اگرچه شپش بیماری‌های خطرناک منتقل نمی‌کند، اما خاراندن مداوم می‌تواند منجر به:
- عفونت‌های باکتریایی ثانویه پوست
- التهاب و درماتیت
- استرس روانی و اجتماعی به‌ویژه در کودکان شود.[۵]

## درمان
روش‌های درمان شامل:
- استفاده از شامپوها یا لوسیون‌های ضدشپش (مانند پیرترین‌ها و دایمتیکون).
- شانه‌کشی منظم و دقیق مو برای حذف شپش و رشک.
- شست‌وشوی لباس‌ها، ملحفه‌ها و وسایل شخصی با آب داغ.
- در برخی کشورها درمان‌های خانگی مانند استفاده از روغن‌های معدنی یا محصولات بدون مواد شیمیایی محرک نیز به عنوان جایگزین پیشنهاد می‌شوند.[۶]

## پیشگیری
- اجتناب از تماس مستقیم سر به سر.
- عدم استفاده مشترک از وسایل شخصی مانند شانه، کلاه و روسری.
- معاینه منظم موها در کودکان به ویژه در محیط‌های پرجمعیت مانند مدارس.[۱]